# Boreotrophon pedroanus
Boreotrophon pedroanus är en snäckart som först beskrevs av Arnold 1903.  Boreotrophon pedroanus ingår i släktet Boreotrophon och familjen purpursnäckor. Inga underarter finns listade i Catalogue of Life.